# Alexander Esswein
Alexander Esswein (* 25. März 1990 in Worms) ist ein deutscher Fußballspieler.

## Karriere

### Vereine

#### Jugend und 1. FC Kaiserslautern
Esswein verbrachte seine Kindheit in Kleinkarlbach und begann mit sechs Jahren, beim TSV Neuleiningen Fußball zu spielen. Er spielte in der E-Jugend beim VfR Frankenthal. Noch als U-19-Spieler debütierte er für die Profimannschaft des 1. FC Kaiserslautern in der 2. Bundesliga, als er am 17. Dezember 2007 (17. Spieltag) bei der 1:2-Auswärtsniederlage gegen den 1. FC Köln in der 63. Spielminute für Steffen Bohl eingewechselt worden war. Sein erstes Tor im Herrenbereich erzielte Esswein im Testspiel gegen Helsingborgs IF während des Wintertrainingslagers 2008 auf Gran Canaria.

#### VfL Wolfsburg
Zur Saison 2008/09 wechselte Esswein zum Bundesligisten VfL Wolfsburg, bei dem er einen Dreijahresvertrag erhielt. Sein Debüt für den VfL gab er am 21. Februar 2009 (21. Spieltag), als ihn Trainer Felix Magath beim 2:1-Heimsieg gegen Hertha BSC in der 61. Minute für Sergej Karimov einwechselte. Hinter dem Sturmduo Grafite und Edin Džeko sowie den Angreifern Caiuby, Mahir Sağlık und Yoshito Ōkubo war Esswein den gesamten Saisonverlauf über nur Stürmer Nummer sechs und kam meist in der Reservemannschaft zum Einsatz. Dennoch gewann er nach Ablauf der Spielzeit den ersten Meistertitel der Vereinsgeschichte. Auch in der darauffolgenden Saison konnte sich Esswein nicht gegen die Konkurrenz im Sturm durchsetzen und wurde weiterhin in der Zweiten Mannschaft eingesetzt.

#### Dynamo Dresden
Wegen mangelnder Perspektiven verließ Esswein den VfL Wolfsburg und unterschrieb am 16. August 2010 einen Zweijahresvertrag beim Drittligisten Dynamo Dresden. Hier konnte er von Beginn an überzeugen und wurde bester Torschütze der Mannschaft. Im September 2010 und im April 2011 wurde Esswein zum 3. Liga-Spieler des Monats gewählt. Am Ende der Saison erhielt er die Auszeichnung für den Spieler des Jahres der 3. Liga. Mit seinen Leistungen machte er höherklassige Mannschaften auf sich aufmerksam.

#### 1. FC Nürnberg
Zur Saison 2011/12 wechselte Esswein zum Bundesligisten 1. FC Nürnberg. Mit einem bis zum 30. Juni 2014 datierten Dreijahresvertrag ausgestattet debütierte Esswein am 6. August 2011 (1. Spieltag) für den FCN, als er beim 1:0-Sieg im Auswärtsspiel gegen Hertha BSC in der 71. Spielminute für Christian Eigler eingewechselt wurde. Drei Wochen darauf erzielte er am 4. Spieltag sein erstes Bundesligator zum 1:0-Endstand im Heimspiel gegen den FC Augsburg. Danach spielte er eine mittelmäßige Hinrunde. Erst in der Rückrunde konnte er mit weiteren drei Toren und drei Vorlagen überzeugen. Allerdings beendete eine Innenbandverletzung Ende März seine Saison vorzeitig. In der Spielzeit 2012/13 stand der Linksaußen zwar anfangs wieder in der Startaufstellung, er kam jedoch nicht in Form. Er kam meist nur noch als Einwechselspieler zum Einsatz oder blieb ganz auf der Bank. Zu Beginn der Rückrunde hatte er zweimal gar nicht im Kader gestanden, bevor er sich wieder fing und bessere Leistungen und die ersten Saisontore zeigte. Insgesamt traf er zweimal bei 27 Einsätzen.

#### FC Augsburg
Am 4. Januar 2014 wechselte Esswein zum FC Augsburg, bei dem er einen Vertrag bis 30. Juni 2017 erhielt. Dort spielte er erstmals in seiner Karriere europäische Spiele auf Vereinsebene, als Augsburg in der Spielzeit 2015/16 in der Europa League vertreten war.

#### Hertha BSC
Am 25. August 2016 wurde bekannt gegeben, dass Esswein zu Hertha BSC wechselt, wo er einen Vierjahresvertrag erhielt. Beim 3:3 gegen Eintracht Frankfurt am 24. September 2016 erzielte er ein Tor und bereitete ein weiteres vor. Damit sammelte er seine ersten beiden Scorerpunkte für den Hauptstadtclub.

#### VfB Stuttgart
Am 22. Dezember 2018 gab der VfB Stuttgart bekannt, dass der Klub Esswein für die Rückrunde der Saison 2018/19 zunächst auf Leihbasis verpflichtet und sich eine Kaufoption für eine langfristige Verpflichtung gesichert hat. Er kam auf 17 Bundesligaspiele und wurde einmal in der Relegation eingesetzt. Nach dem Abstieg in die 2. Liga wurde die Kaufoption nicht gezogen und er kehrte zu Hertha BSC zurück.

#### Rückkehr nach Berlin
Nach seiner Rückkehr kam der Offensivspieler unter den Cheftrainern Čović, Klinsmann und Labbadia in der Bundesliga nur auf einzelne Kurzeinsätze, spielte eine Halbzeit im DFB-Pokal und stand zweimal über die volle Spielzeit in der Regionalliga auf dem Feld. Sein zum 30. Juni 2020 auslaufender Vertrag wurde nicht mehr verlängert, weshalb Esswein den Verein ablösefrei verließ.

#### SV Sandhausen

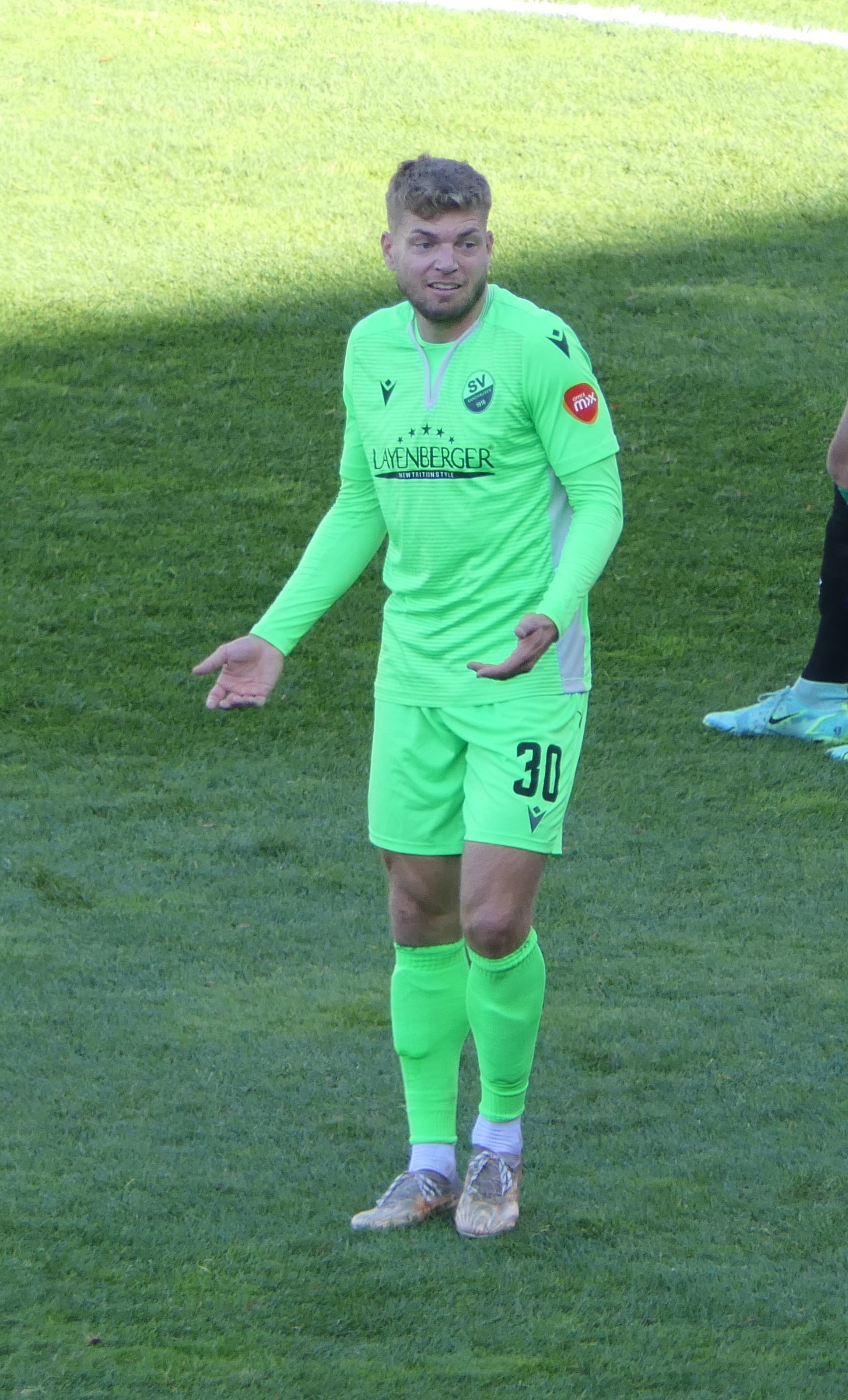
Im Trikot vom SV Sandhausen 2021

Anfang Oktober 2020 schloss sich der seit etwas über drei Monaten vereinslose Esswein dem Zweitligisten SV Sandhausen an. Dort erzielte er in seinem dritten Spiel seinen ersten Treffer für die Sandhausener.

#### MSV Duisburg
Im August 2023 unterschrieb Esswein einen Zwei-Jahres-Vertrag beim MSV Duisburg.

#### VfR Mannheim
Am 2. August 2024 wurde bekannt, dass Esswein in die Rhein-Neckar-Region zurückkehrt und sich dem VfR Mannheim in der Oberliga Baden-Württemberg anschließt.

### Nationalmannschaft
Esswein spielte ab der U17 für sämtliche deutschen U-Nationalmannschaften. Sein größter Erfolg auf internationaler Ebene war der dritte Platz bei der U17-Weltmeisterschaft 2007 in Südkorea. Dabei erzielte er unter anderem im Spiel um den dritten Platz gegen Ghana in der Nachspielzeit den 2:1-Siegtreffer, nachdem er in der 82. Minute eingewechselt worden war.
Der damalige U21-Bundestrainer Rainer Adrion lud Esswein am 18. Mai 2011 erstmals in die U21-Nationalmannschaft ein. Er gab daraufhin am 31. Mai 2011 bei der 2:4-Niederlage im Freundschaftsspiel gegen Portugal in Portimão sein Debüt, als er zu Beginn der zweiten Halbzeit für Richard Sukuta-Pasu eingewechselt wurde. Mit der U21-Auswahl qualifizierte sich Esswein im November 2012 für die Europameisterschaft 2013 in Israel, nachdem man sich in der Relegation gegen die Schweiz durchgesetzt hatte. Am 24. März 2013 kam Esswein letztmals in dieser Altersklasse zum Einsatz, als er beim 2:1-Sieg gegen Israel in der Anfangself stand und nach 61 Minuten durch Christian Clemens ersetzt wurde.

## Erfolge
- Dritter der U17-Weltmeisterschaft 2007
- Deutscher Meister 2009 mit dem VfL Wolfsburg
- Aufstieg in die 2. Bundesliga 2011 mit der SG Dynamo Dresden

### Auszeichnungen
- 3. Liga-Spieler des Monats im September 2010 und April 2011
- 3. Liga-Spieler des Jahres in der Saison 2010/11